# Takurō Nishimura
Takurō Nishimura (japanisch 西村 卓朗 Nishimura Takurō; * 15. August 1977 in der Präfektur Tokio) ist ein ehemaliger japanischer Fußballspieler.

## Karriere
Nishimura erlernte das Fußballspielen in der Universitätsmannschaft der Kokushikan-Universität. Seinen ersten Vertrag unterschrieb er 2001 bei den Urawa Reds. Der Verein spielte in der höchsten Liga des Landes, der J1 League. 2004 wechselte er zum Zweitligisten Omiya Ardija. 2004 wurde er mit dem Verein Vizemeister der J2 League und stieg in die J1 League auf. Für den Verein absolvierte er 82 Ligaspiele. Danach spielte er bei den Portland Timbers, Crystal Palace Baltimore und Consadole Sapporo. Ende 2011 beendete er seine Karriere als Fußballspieler.

## Erfolge
Urawa Reds
- J1 League

Vizemeister: 2004
- J.League Cup

Sieger: 2003
Finalist: 2002, 2004